# Hendro Kartiko
Hendro Kartiko (né à Banyuwangi, Java oriental, le 24 avril 1973) est un ancien footballeur indonésien, qui évoluait comme gardien de but. Il est actuellement l'entraîneur des gardiens dans le club indonésien de l'Arema Malang.